# Черноусов Іван Якович (Чорний Ворон)
Іва́н Я́кович Чорноу́сов  (в більшовицьких документах фігурує також під прізвищем Черновус, псевдонім Чорний Ворон), (дата і місце народження невідомі — помер у листопаді-грудні 1925 року, у селі Товмач; інформація про смерть не є підтвердженою, є дані що ще у 1964 році Іван Черноусов був живим) — військовий діяч часів УНР, повстанський Отаман Звенигородщини і Холодного Яру, командир Лебединського полку Холодноярської республіки.

## Біографічні відомості
Народився поблизу Товмача на Шполянщині.
Активні військові дії проти більшовиків розпочав на початку 1920-х.
У 1921—1922 роках — повстанський отаман.
Писав відозви у вигляді віршів. Збереглася одна з його відозв — «До населення України», підписана трьома отаманами — Чорним Вороном, Білою і Ламай-Ярмом.
У 1921 році — у часи розквіту повстань — в його загоні було не менше 300 піших і 150 кінних добре озброєних козаків.
Оперував Чорний Ворон у Звенигородському, Черкаському, Чигиринському повітах Київської губернії, зокрема в Холодному Ярі, лісі Чута, в Лебединських та Шполянських лісах, у районі сіл Товмач, Водяне, Шестаківка, Мліїв, Виноградського монастиря, містечок Городище, Білозір'я, Сміла, Златопіль, Мокра Калигірка, міст Єлисаветграда, Черкас, Чигирина, залізничних станцій Сердюківка, Знам'янка, Шестаківка та ін. Політичне гасло: «Бий комуністів і кацапів».
Деякий час знаходився в Матусівському лісовому районі. Начальником штабу був Бондаренко, помічниками Лихолай, Куманець. Чорний Ворон діяв разом з Іллєю Івановим.
В 1922 р. полк Чорного Ворона входив до складу Холодноярської повстанської організації. На той час Холодноярська республіка діяла під проводом Ларіона Завгороднього. На той час Завгородньому підпорядковувались отамани Мефодій Голик-Залізняк, Денис Гупало і Чорний Ворон (Лебединський), які фактично були заступниками керівника Холодноярської республіки.
Влітку 1922 року ці загони почали називатися полками: Чигиринський полк Мефодія Голика-Залізняка, Чорноліський полк Дениса Гупала, Лебединський полк Чорного Ворона. Загальне керівництво здійснював Головний Отаман Холодного Яру Герасим Орел-Нестеренко.
Отамани Холодного Яру та Чорного Лісу мали сильний авторитет та значну підтримку у місцевого населення. У зв'язку з неможливістю перемогти український національний рух, в ЧК розробили спеціальну операцію з нейтралізації та захоплення повстанських отаманів. Колишні петлюрівці, а тепер секретні агенти ЧК Трохименко (Гамалія) та Терещенко (Завірюха-Степний), в середині 1922 року, вже вийшли на отаманів Холодного Яру. Чекісти представились як представники Уряду УНР.
Іван Черноусов (як і Денис Гупало, що вмовляв Ларіона Завгороднього, не їхати на «з'їзд») запідозрив пастку у діях Гамалія-Завірюхи. До Звенигородки на нараду, організовану чекістами, він не поїхав, хоч його і наполегливо запрошували.
29 вересня 1922 року — чекісти, на інспірованому «з'їзді отаманів» у Звенигородці, заарештували Ларіона Завгородного, Дениса Гупала, Мефодія Голика-Залізняка, Трохима Компанійця, Василя Ткаченка, Костянтина Здобудь-Волю, Івана Ляшенка, Григорія Яковенка, Юрія Дробатковського, Леоніда Мушкета, та інших провідних діячів Холодного Яру та Чорного Лісу.
Після цих трагічних подій, керівником Другої округи Холодноярської організації (ніким не обраним) став де факто Чорний Ворон. Першою округою керував Герасим Орел-Нестеренко, який також не поїхав на чекістський «з'їзд».
Наприкінці 1922 року, як Отаман Звенигородщини і Холодного Яру, він оперував у районі Знам'янки, Білозір'я, Товмача, Шестаківки, Єлисаветграда, Златополя і безпосередньо в Холодному Яру.
Подальша доля невідома.
В оперативному зведенні Кременчуцького штабу ЧОН за 8 листопада 1922 р. зазначається, що Чорний Ворон вбитий 12 жовтня 1922 р. біля с. Москаленки за 25 км від Сміли, а труп його буцімто опізнали селяни й «амністовані бандити», але насправді то був один з козаків загону Чорного Ворона.
Однак є й інші свідчення — у «Доповіді про політичний стан Черкаського округу з 1926 р.» стверджується, що загін Чорного Ворона було ліквідовано 6 червня 1925 року.

## Вшанування пам'яті
15 листопада 2022 року у місті Кропивницький провулок Уральський перейменували на вулицю Отамана Чорного Ворона.
Також тупик Уральський на провулок Отамана Чорного ворона.

### У літературі
Іван Черноусов є прототипом і головним героєм книги Василя Шкляра «Залишенець. Чорний ворон».

### У кінематографі
На основі даної книги у 2019 році знято фільм «Чорний ворон». Роль Івана Черноусова зіграв актор Тарас Цимбалюк.